# Climacteris affinis
Il rampichino cigliabianche (Climacteris affinis Blyth, 1863) è un uccello passeriforme della famiglia Climacteridae.

## Etimologia
Il nome scientifico della specie, affinis, significa "simile" in latino, in riferimento alla grande somiglianza fra questi uccelli e i congeneri rampichini cigliarosse.

## Descrizione

### Dimensioni
Misura 14-16 cm di lunghezza, per 21 g di peso.

### Aspetto

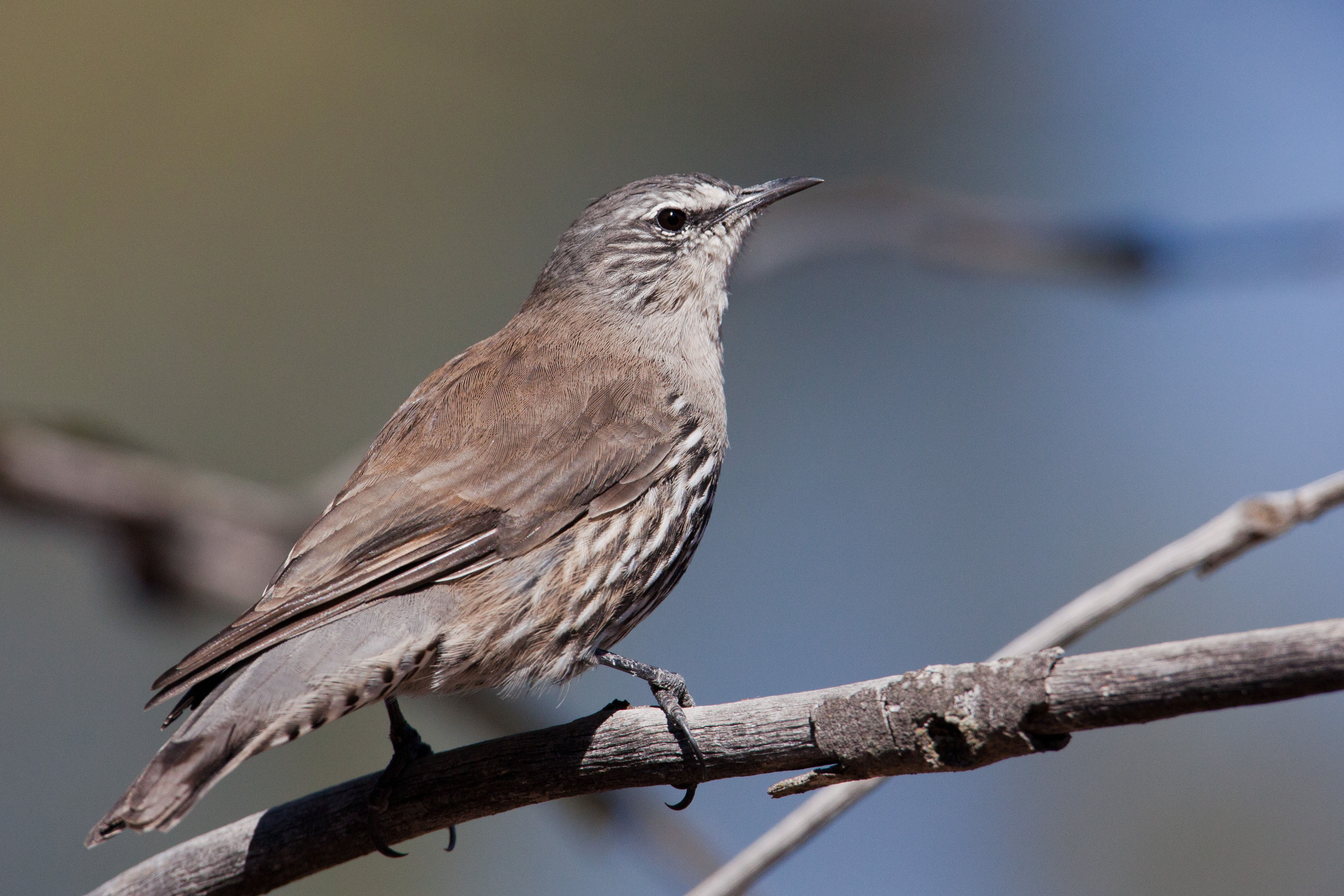
Esemplare in Australia Meridionale.

Si tratta di uccelli dall'aspetto robusto, muniti di testa squadrata con becco sottile e appuntito dalla punta lievissimamemente ricurva verso il basso, ali appuntite, zampe forti e dalle unghie ricurve e coda rigida e rettangolare.
Il piumaggio si presenta di colore grigio ardesia su fronte e vertice, bruno su dorso, ali e coda (scurendosi su queste ultime due fino a divenire bruno-nerastro), grigio-cenere sul codione, grigio-biancastro su gola e sopracciglio (come intuibile dal nome comune): dai lati del becco all'occhio è presente una sottile striscia nerastra che forma una mascherina appena accennata. Petto, ventre, fianchi e sottocoda sono biancastri con orlo delle singole penne nerastro, a dare alla zona un effetto zebrato: anche le guance presentano effetto simile, ma con grigio e biancastro.

Il dimorfismo sessuale è presente ma non sempre evidentissimo, con le femmine che presentano sfumature beige-arancio nelle aree chiare di faccia e area ventrale.
In ambedue i sessi il becco e le zampe sono di colore nerastro, mentre gli occhi sono di colore bruno scuro.

## Biologia
Si tratta di uccelli dalle abitudini diurne e solitarie (all'infuori del periodo degli amori, quando vivono in coppie o in gruppetti familiari), che passano la maggior parte della giornata percorrendo i tronchi e i rami degli alberi alla ricerca di cibo, sondando ogni buco e spaccatura della corteccia in cerca di eventuali prede, utilizzando le forti zampe unghiute come ramponi e la coda semirigida come supporto durante le soste su superfici verticali.
Il richiamo di questi uccelli è rappresentato dalla ripetizione di pigolii acuti che ricordano il cigolare di una rotella metallica.

### Alimentazione
Il rampichino cigliabianche è un uccello insettivoro, che si nutre di piccoli insetti ed artropodi (soprattutto formiche e ragni, ma anche coleotteri e falene), nonché delle loro uova e larve.

### Riproduzione

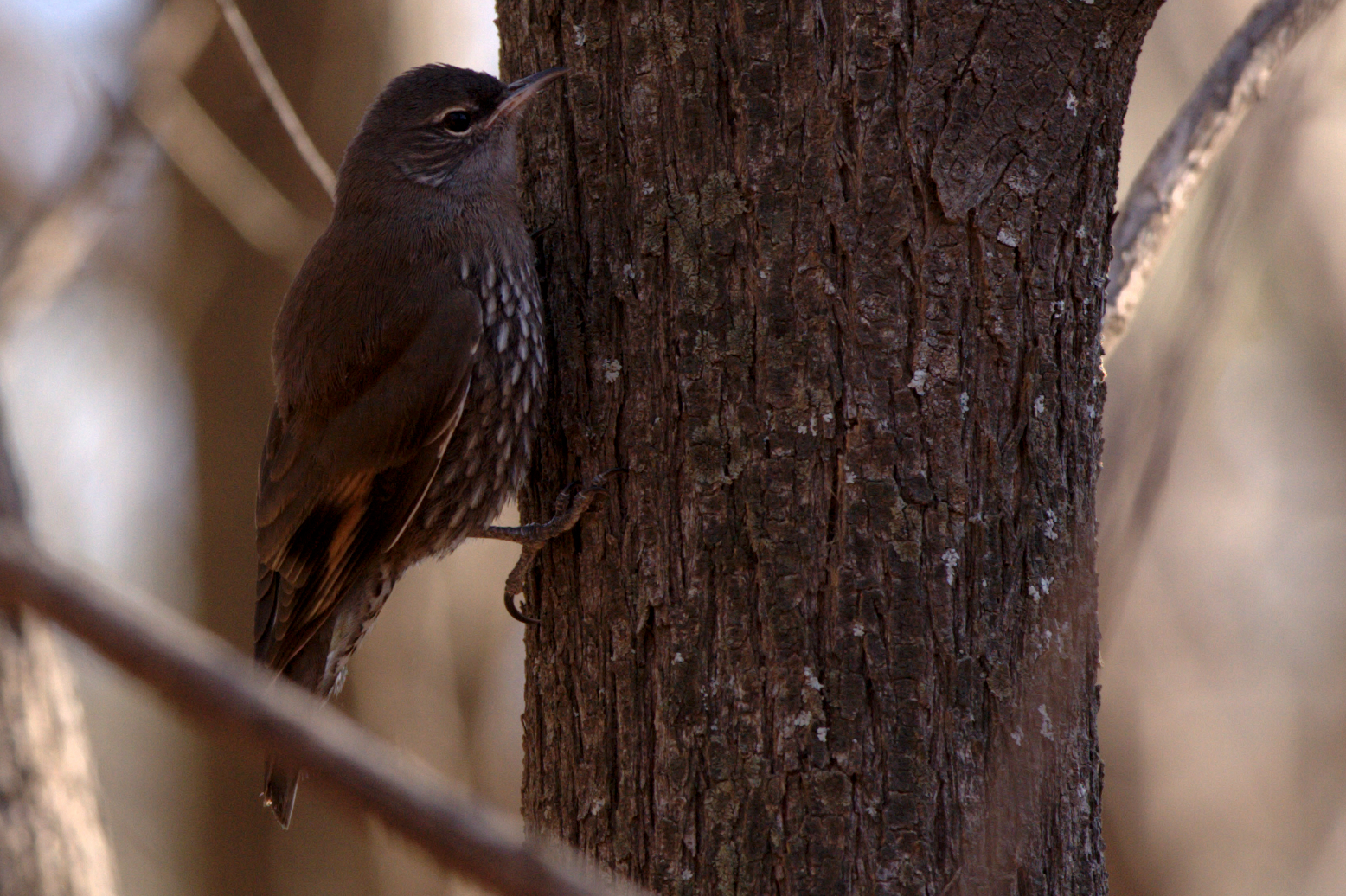
Giovane in natura.

Si tratta di uccelli monogami, la cui stagione riproduttiva va da luglio-agosto a novembre: la maggior parte delle coppie  tenta di portare avanti due covate l'anno.
Il nido, a forma di coppa, viene edificato intrecciando fibre vegetali sul fondo della cavità di un tronco d'albero: al suo interno la femmina depone 2-4 uova, che provvede a covare da sola (talvolta aiutata da altri individui adulti, solitamente i figli maschi non riproduttivi di covate precedenti) per circa due settimane.

I pulli, ciechi ed implumi alla schiusa, vengono accuditi ed imbccati a turno da ambedue i genitori e dagli eventuali aiutanti: essi s'involano attorno ai venti giorni di vita, ma continuano a rimanere presso il nido, seguendo i genitori nei loro spostamenti e chiedendo loro (sebbene in maniera sempre più sporadica) l'imbeccata ancora per un tempo almeno analogo, prima di allontanarsene completamente e rendersi indipendenti.

## Distribuzione e habitat
Il rampichino cigliabianche è endemico dell'Australia, della quale occupa una vasta porzione che va dal sud dell'Australia Occidentale alle porzioni interne di Queensland e Nuovo Galles del Sud, a sud fino al Victoria nord-occidentale e all'Australia Meridionale sud-orientale (penisola di Eyre).
L'habitat di questi uccelli è rappresentato dalle aree cespugliose ed alberate aride e semiaride, in genere a prevalenza di acacia.

## Tassonomia
Se ne riconoscono due sottospecie:
- Climacteris affinis affinis Blyth, 1863 - diffuso nella porzione occidentale dell'areale occupato dalla specie;
- Climacteris affinis superciliosus North, 1895 - diffusa nella porzione orientale dell'areale occupato dalla specie;

le due sottospecie s'incontrano nell'area dei monti Flinders.